# Krchleby (Šumperki járás)
Krchleby település Csehországban, Šumperki járásban. Krchleby Maletín, Zábřeh, Hynčina, Jestřebí, Mohelnice és Mírov településekkel határos. Lakosainak száma 179 fő (2024. január 1.).

## Népesség
A település lakosságának változását az alábbi diagram mutatja:
| Lakosok száma | 523  | 494  | 428  | 128  | 164  | 170  | 179  | 166  | 180  | 179  |
|               | 1869 | 1890 | 1921 | 1950 | 1980 | 2001 | 2017 | 2019 | 2022 | 2024 |